# سی‌ایچی تانابه
سی‌ایچی تانابه (انگلیسی: Seiichi Tanabe؛ زادهٔ ۳ آوریل ۱۹۶۹) هنرپیشهٔ اهل ژاپن است که در بیست و چهارمین جشنواره فیلم یوکوهاما برای فیلم هاش!، برندهٔ جایزهٔ بهترین بازیگر مرد شد.